# 東格林威治 (紐約州)
東格林威治（英語：East Greenwich）是位於美國紐約州華盛頓縣的非建制地區。

## 歷史
東格林威治的郵局於1837年設立，其後於1995年停運。

## 地理
東格林威治所處的海拔為高於海平面128米（即420英呎），而該地所採用的時區為UTC-5，即北美东部时区（EST）。同時該地設有夏令時間，為UTC-5調快一小時，即UTC-4（EDT）。